# Yoan Gouffran
Yoan Gouffran (Villeneuve-Saint-Georges, Francia, 25 de mayo de 1986) es un exfutbolista francés que jugaba de delantero.

## Biografía
Yoan Gouffran empezó su carrera futbolística en las categorías inferiores del SM Caen. En 2003 pasó a formar parte de la primera plantilla del club, debutando en liga el 3 de abril de 2004. Ese mismo año ayuda a su equipo a ascender a la Ligue 1. Debuta en la Ligue 1 el 6 de noviembre en el partido SM Caen 0-2 FC Sochaux. El objetivo esa temporada era la permanencia, aunque lamentablemente no se consiguió. En 2005 llegó a la final de la Copa de la Liga de Francia, aunque finalmente el trofeo se lo llevó el Racing Estrasburgo. En la temporada 2006-07 el equipo vuelve a ascender a la Ligue 1 y Yoan Gouffran fue un jugador clave esa temporada, siendo elegido el mejor jugador de la Ligue 2 esa campaña.
El 30 de junio de 2008 firmó un contrato con su ex-club, el Girondins de Burdeos, equipo que tuvo que realizar un desembolso económico de 6,5 millones de euros para poder hacerse con sus servicios. Nada más llegar ganó un título, la Supercopa de Francia. En ese partido Yoan Gouffran entró en el once inicial jugando 74 minutos.
Se le ha detectado una alergia al pasto y polen por lo que está realizando tratamientos para poder recuperarse de esta patología, muy curiosa por cierto, siempre y cuando estamos hablando de jugadores de fútbol.
El 24 de enero de 2013 el delantero confirmó a través de su perfil Twitter que había llegado a un acuerdo total con los dirigentes del Newcastle United para incorporarse a las filas del club inglés de manera inminente, durante cuatro temporadas y media, por una suma cercana a los 3,5 millones de euros.

## Selección nacional
Todavía no ha debutado con la selección absoluta, aunque sí con las categorías inferiores.
En 2006 participó en la Eurocopa sub-21 disputada en Portugal. Jugó todos los encuentros disputados por su selección en el torneo (cuatro, ya que Francia llegó a semifinales) y marcó un gol en el partido Francia 3-0 Alemania.

## Clubes
| Club                       | País       | Año       |
| -------------------------- | ---------- | --------- |
| S. M. Caen                 | Francia    | 2003-2008 |
| F. C. Girondins de Burdeos | Francia    | 2008-2013 |
| Newcastle United F. C.     | Inglaterra | 2013-2017 |
| Göztepe S. K.              | Turquía    | 2017-2019 |
| F. C. Ararat-Armenia       | Armenia    | 2020-2021 |

## Palmarés

### Títulos nacionales
| Título                     | Club                       | País    | Año  |
| -------------------------- | -------------------------- | ------- | ---- |
| Supercopa de Francia       | F. C. Girondins de Burdeos | Francia | 2008 |
| Copa de la Liga de Francia | F. C. Girondins de Burdeos | Francia | 2009 |
| Ligue 1                    | F. C. Girondins de Burdeos | Francia | 2009 |
| Supercopa de Francia       | F. C. Girondins de Burdeos | Francia | 2009 |
| Liga Premier de Armenia    | F. C. Ararat-Armenia       | Armenia | 2020 |